# Liste der Automatenmarkt-Chartsongs (1954)
Die Liste der Automatenmarkt-Chartsongs (1954) ist eine vollständige Liste der Chartsongs, die sich mit Beginn der offiziellen monatlichen Veröffentlichung in der Zeitschrift Automatenmarkt in der März-Ausgabe 1954 in der Bundesrepublik platzieren konnten. Die Automatenmarkt-Charts entsprechen den US-amerikanischen Jukebox-Charts, die Billboard im Zeitraum von 1944 bis 1957 neben den Best Selling-Verkaufscharts und den Disc Jockey-Charts erhob, bevor diese im August 1958 zu einer einheitlichen Single-Chartliste zusammengeführt wurden. Ab Juli 1959 wurden die Automatenmarkt-Charts durch die Erhebungen der neu herausgegebenen Fachzeitschrift Musikmarkt abgelöst, die im Gegensatz zu ihrem Vorgänger auch Daten zum Tonträger- und Notenverkauf sowie zum Airplay-Einsatz in der Tabellenberechnung berücksichtigte. In diesem Jahr platzierten sich insgesamt 42 Songs.

## Probleme mit der Quellenlage
Die Berechnungen der monatlichen Automatenmarkt-Charts unterliegen potentiellen Ungenauigkeiten, die damit zusammenhängen, dass jede Monatsliste aus den vorhandenen Daten der einzelnen Bundesländer zu einem Gesamtergebnis kombiniert wurde. Da jedoch nicht jedes Bundesland im Zeitraum von 1954 bis 1959 durchgehend Jukebox-Daten zur Verfügung stellte, mussten die Listen aus den jeweils verfügbaren Länderdaten erstellt werden, was in der Folge zu auffälligen Chartverläufen bestimmter Songs führte.
Nicht abschließend geklärt ist die Frage, ob die Erhebung als Top 30, wie sie beispielsweise das Fachportal Chartsurfer präferiert fachlich korrekt interpretiert ist, da der Automaten-Markt in seinen Printausgaben lediglich die ersten zehn Plätze als Rangfolge angibt und als Anhang eine Aufzählung von jeweils zwanzig Songs präsentiert, die im jeweiligen Monatszeitraum signifikant im Jukebox-Bereich gespielt wurden. Erschwerend kommt hinzu, dass bei den beigefügten Songs nur das verantwortliche Label genannt wird, nicht jedoch der Interpret und die Labelnummer. Infolgedessen sind verschiedene Songs schwer zu verifizieren, da in den 1950er Jahren viele Produktionen mit einer großen Anzahl von Cover-Versionen aufgenommen wurden. Aus diesem Grund beschränkt sich diese Seite auf die Ausgabe der monatlichen Top 10.

## Statistik

### Jahresanteil nach Labeln
| Label      | Anzahl Titel | Interpreten |
| ---------- | ------------ | --- |
| Austroton  | 1            | Evelyn Künneke, Karl Loubé |
| Capitol    | 1            | Paul Kuhn, Die Starlets |
| Columbia   | 1            | Mary Ford, Les Paul |
| Decca      | 7            | Lys Assia, Günter Fuhlisch, Will Glahé, Das Golgowsky-Quartett, Die Kihula-Hawaiians, Horst Kudritzki, das Männer-Terzett, Mantovani, Willy Mattes, Die Peheiros, Béla Sanders, Das Sunshine-Quartett, Vico Torriani, Kurt Adolf Thelen, Fred Weyrich |
| Electrola  | 6            | Herbert Beckh, Das Comedien-Quartett, Hans Conzelmann, Frido Grothey, Bibi Johns, Rudolf Klaus, Das Kölner Tanz- & Unterhaltungsorchester, Adalbert Luczkowski, Wolfgang Sauer, Heinz Schachtner, Hans-Arno Simon, Die Starlets, Das Tanzorchester des Bayerischen Rundfunks, Das Tanzorchester des NWDR Hamburg, Franz Thon                                                                                              |
| Philips    | 4            | Die 3 Jools, Willy Berking, Werner Dies, Die Kilima-Hawaiians |
| Polydor    | 17           | Mona Baptiste, Die Böhmischen Stadtmusikanten, Bully Buhlan, René Carol, Kurt Edelhagen, Heinz Hagen, Friedel Hensch & die Cyprys, Hula Hawaiian Quartett, Michael Jary, Das Kölner Tanz- & Unterhaltungsorchester, Martin Kothe, Adalbert Luczkowski, Das Musikkorps des Bundesgrenzschutz-Kommandos Nord, Fred Rauch, Der schräge Otto, Caterina Valente, Gerhard Wendland, Helmut Zacharias, Zehn Whiskys und ein Soda |
| Telefunken | 5            | Lys Assia, Die Blaskapelle Sepp Vierlinger, Paul Burkhard, Die drei Simons, Gisela Griffel, Das Rodgers-Duo, Béla Sanders, Hans-Arno Simon Sigi Stenford, Das Studio-Orchester Beromünster |

### Deutschsprachige Titel
| Anteil deutschsprachiger Titel | Gesamtzahl Titel | Prozentwert |
| ------------------------------ | ---------------- | ----------- |
| 37                             | 42               | 88,1        |

## Ersteinstiege
März

1 Zehn Whiskys und ein Soda - Wir, wir, wir haben ein Klavier

2 Bibi Johns mit den Starlets, dem Comedien-Quartett (Zehn Whiskys und ein Soda) & Adalbert Luczkowski & seinem Orchester - Bella Bimba

3 Les Paul & Mary Ford - Vaya con dios (May God Be With You)

4 Fred Rauch & die Böhmischen Stadtmusikanten - Oh Mister Swoboda

5 Hans-Arno Simon mit Frido Grothey, Rudolf Klaus und ihren Polka-Musikanten - Anneliese

6 Mantovani & his Orchestra - The Moulin Rouge Theme (Where Is Your Heart)

7 Der schräge Otto (Fritz Schulz-Reichel) - Die beschwipste Drahtkommode - Klavier-Potpourri im Foxtrot-Tempo 1. Teil

8 Zehn Whiskys und ein Soda - Dann ist er furchtbar müde

9 Hula Hawaiian Quartett & Valentinos Hawaiian Band - Vaya con dios

10 Gisela Griffel mit Béla Sanders & seinem Tanzstreichorchester - Diesmal muss es Liebe sein
April

2 Lys Assia mit Fred Weyrich & den Peheiros & Béla Sanders & seinem Orchester - Schweden-Mädel (Die berühmte Schweden-Polka)

6 Die Kilima Hawaiians - Es hängt ein Pferdehalfter an der Wand

7 Fred Rauch & die Böhmischen Stadtmusikanten - Lieber Franz
Mai

2 Helmut Zacharias (Violine) mit seiner Tanzbesetzung, Gesang: Renée Franke - Ding-Dong-Boogie

3 Vico Torriani mit Willy Mattes & seinem Film-Orchester - Bon soir, bon soir!

4 Lys Assia mit Paul Burkhard & dem Studio-Orchester Beromünster - O mein Papa (Lied aus dem Singspiel „Feuerwerk“)

5 Evelyn Künneke mit dem Orchester Karl Loubé - Herr Kapellmeister, bitte

6 René Carol mit Adalbert Luczkowski & dem Kölner Tanz- und Unterhaltungsorchester - Deinen Namen, den hab' ich vergessen

9 Die drei Simons - Es ist so wunderschön
Juni

1 Friedel Hensch & die Cyprys - Heideröslein

3 Will Glahé & sein Orchester mit dem Golgowsky-Quartett - Heideröslein

4 Die Peheiros mit Günter Fuhlisch & seinen Solisten - Es hängt ein Autoreifen an der Wand

5 Wolfgang Sauer mit Herbert Beckh & dem Tanzorchester des Bayerischen Rundfunks - Glaube mir (Answer Me)

6 Helmut Zacharias mit seiner Tanzbesetzung & Begleitgesang - O' Cangaceiro (Baiao aus dem gleichnamigen Tonfilm)

9 Friedel Hensch & die Cyprys - Der Fremdenlegionär
Juli

3 Das Rodgers-Duo mit Gesangs-Quartett & Sigi Stenford & seinen Solisten - Das alte Försterhaus

6 Mona Baptiste & Bully Buhlan mit Michael Jary & seinem Filmorchester - Es liegt was in der Luft (Ragtime aus dem Burg-Europa-Film „Das Fräulein vom Amt“)
August

3 Die 3 Jools - Pack den „Badenweiler“ aus

4 Hans-Arno Simon mit der Blaskapelle Sepp Vierlinger - Wodka-Fox (Gib mir den Wodka, Anuschka)

8 Paul Kuhn & sein Ensemble mit den Starlets - Die Mädchen mit dem treuen Blick

9 Caterina Valente mit dem Orchester Kurt Edelhagen - O Mama, o Mama, o Mamajo

10 Wolfgang Sauer mit Hans Conzelmann & seinem Orchester - Eine Melodie geht um die Welt (Limelight)
September

6 Caterina Valente mit dem Orchester Kurt Edelhagen - Ja, in Madrid und Barcelona
Oktober

4 Hula Hawaiian Quartett - Jim, Jonny und Jonas

8 Heinz Schachtner - Verdammt in alle Ewigkeit (Hauptmelodie des Films)

9 Gerhard Wendland mit Heinz Hagen & his Orchestra - Vagabundenlied (Ein klines Lied auf allen Wegen)
November

1 Werner Dies mit Willy Berking & seinem Orchester - Schuster, bleib' bei deinen Leisten (Little Shoemaker)

3 Kurt-Adolf Thelen, das Sunshine-Quartett & das Golgowsky-Quartett mit Will Glahé & seinem großen Blas-Orchester - Am 30. Mai ist der Weltuntergang

4 Musikkorps des Bundesgrenzschutz-Kommandos Nord, Leitung: Obermusikmeister Martin Kothe - Alte Kameraden

9 Bibi Johns & die Starlets mit Franz Thon & dem Tanzorchester des NWDR Hamburg - Gilli-Gilli, Oxenpfeffer, Katzenellenbogen
Dezember

4 Die Kihula-Hawaiians, Das Sunshine-Quartett & das Männer-Terzett mit Horst Kudritzki & dem großen Tanzorchester - Jim, Jonny und Jonas

10 Willy Berking & sein Orchester - Mixed-Pickles

## Tabelle (Singles)
| Interpret | Titel Autor(en) | Charteinstieg | Monate | HP | Labelnummer                             | Bemerkungen |
| --- | --- | ------------- | ------ | -- | --------------------------------------- | --- |
| Die 3 Jools | Pack den „Badenweiler“ aus                                                                                                | 01.08.1954    | 4      | 3  | Philips P-44 614 H                      | |
| Lys Assia mit Fred Weyrich & den Peheiros & Béla Sanders & seinem Orchester                                     | Schweden-Mädel (Die berühmte Schweden-Polka) Frank Midi, Mac Dormant                                                      | 01.04.1954    | 5      | 1  | Decca F 43 696                          | Deutschsprachige Schlager-Version des Hauptthemas der Schwedischen Rhapsodie Nr. 1 von Hugo Alfvén (1872–1960). Hinter den Synonymen Frank Midi und Mac Dormant verbirgt sich der Schweizer Liederkomponist Artur Beul. |
| Lys Assia mit Paul Burkhard & dem Studio-Orchester Beromünster                                                  | O mein Papa (Lied aus dem Singspiel „Feuerwerk“) Paul Burkhard                                                            | 01.05.1954    | 4      | 4  | Telefunken A 10 973                     | Der ursprüngliche Titel stammt aus dem 1939 uraufgeführten Musiklustspiel Der schwarze Hecht von Paul Burkhard. Die bereits 1950 aufgenommene Fassung erhielt durch ihren Einsatz in der Filmumsetzung Feuerwerk (1954) von Kurt Hoffmann erneuten Bekanntheitsgrad. Die Instrumentalversion von Eddie Calvert erreichte bereits im Januar 1954 Platz 1 der britischen Charts; zeitgleich eroberte Eddie Fisher mit einer Vokalversion Platz 1 der Billboard-Charts. |
| Mona Baptiste & Bully Buhlan mit Michael Jary & seinem Filmorchester                                            | Es liegt was in der Luft (Ragtime aus dem Burg-Europa-Film „Das Fräulein vom Amt“) Michael Jary, Bruno Balz, Curth Flatow | 01.07.1954    | 6      | 2  | Polydor 49 246 / Polydor 22 246         | Version aus der Filmkomödie Fräulein vom Amt (1954) von Carl Heinz Schroth. |
| Willy Berking & sein Orchester                                                                                  | Mixed-Pickles Willy Berking                                                                                               | 01.12.1954    | 1      | 10 | Philips P 44 627 H / Philips 84 084 F   | |
| René Carol mit Adalbert Luczkowski & dem Kölner Tanz- & Unterhaltungsorchester                                  | Deinen Namen, den hab' ich vergessen Eberhard Storch, André Hoff                                                          | 01.05.1954    | 1      | 6  | Polydor 49 203 / Polydor 22 203         | |
| Werner Dies mit Willy Berking & seinem Orchester                                                                | Schuster, bleib' bei deinen Leisten (Little Shoemaker) Rudi Revil, Ralph Maria Siegel                                     | 01.10.1954    | 1      | 1  | Philips P 44 633 H / Philips P 84 088 P | Deutsche Version des US-Hits The Little Shoemaker der Vocalgroup Gaylords, der wiederum auf dem Original Le petit cordonnier des französischen Komponisten Rudi Revil (1916–1983) basiert. Die US-Version hielt sich 1954 neunzehn Wochen in den Billboard Best Selling Charts und stieg am 21. August 1954 bis auf Platz 2. Eine weitere Umsetzung von Petula Clark erreichte im gleichen Jahr in den britischen Charts Platz 7. |
| Die drei Simons                                                                                                 | Es ist so wunderschön Hans-Arno-Simon                                                                                     | 01.05.1954    | 1      | 9  | Telefunken 45 495                       | |
| Will Glahé & sein Orchester mit dem Golgowsky-Quartett                                                          | Heideröslein Peter Jan Hansen, Walter Rothenburg                                                                          | 01.06.1954    | 2      | 3  | Decca F 43 637                          | |
| Gisela Griffel mit Béla Sanders & seinem Tanzstreichorchester                                                   | Diesmal muss es Liebe sein Rudolf Maluck, Kurt Schwabach                                                                  | 01.03.1954    | 4      | 5  | Telefunken U 45 469                     | |
| Friedel Hensch & die Cyprys                                                                                     | Der Fremdenlegionär Kurt Richter                                                                                          | 01.06.1954    | 1      | 10 | Polydor 49 150 / Polydor 22 150         | |
| Friedel Hensch & die Cyprys                                                                                     | Heideröslein Peter Jan Hansen, Walter Rothenburg                                                                          | 01.06.1954    | 6      | 1  | Polydor 49 178                          | |
| Hula Hawaiian Quartett                                                                                          | Jim, Jonny und Jonas Johnny Bond, Heinzli                                                                                 | 01.10.1954    | 3      | 2  | Polydor 49 283 / Polydor 22 283         | Deutschsprachige Version des Countrysongs Jim, Johnny and Jonas von Johnny Bond, der auch in Versionen von Bing Crosby und Pee Wee King eingespielt wurde. Hinter dem Synonym des Liedtexters Heinzli verbirgt sich Kurt Feltz. |
| Hula Hawaiian Quartett & Valentinos Hawaiian Band                                                               | Vaya con dios Larry Russell, Inez James, Buddy Pepper, Kurt Feltz                                                         | 01.03.1954    | 1      | 9  | Polydor 49 082                          | Deutschsprachige Version des 1952 veröffentlichten Countrysongs Vaya con dios. |
| Bibi Johns mit den Starlets, dem Comedien-Quartett & Adalbert Luczkowski & seinem Orchester                     | Bella Bimba Oscar De Mejo, Kurt Feltz                                                                                     | 01.03.1954    | 3      | 2  | Electrola EG 8020                       | |
| Bibi Johns & die Starlets mit Franz Thon & dem Tanzorchester des NWDR Hamburg                                   | Gilli-Gilli, Oxenpfeffer, Katzenellenbogen Al Hoffman, Dick Manning, Heino Gaze                                           | 01.11.1954    | 2      | 9  | Electrola EG 8116 / Electrola 7 MW 560  | Deutschsprachige Version des Popsongs Gilly Gilly Ossenfeffer Katzenellen Bogen by the Sea. Die Umsetzung des kanadischen Vokalquartetts the Four Lads erreichte im Juli 1954 Platz 18 der Billboard-Jukebox Charts; der britische Entertainer Max Bygraves brachte den Song im September 1954 auf Platz 7 der britischen Charts. |
| Die Kihula-Hawaiians, das Sunshine-Quartett & das Männer-Terzett mit Horst Kudritzki & dem großen Tanzorchester | Jim, Jonny und Jonas Johnny Bond, Heinzli                                                                                 | 01.12.1954    | 1      | 4  | Decca F 43 841                          | |
| Die Kilima-Hawaiians                                                                                            | Es hängt ein Pferdehalfter an der Wand Carson Robison, Rolf Winn                                                          | 01.04.1954    | 2      | 6  | Philips P-44 261                        | Deutschsprachige Version des Countrysongs Er hangt een paardenhoofdstel aan de muur, den die Kilima-Hawaiians 1948 in ihrer Heimat veröffentlichten. Der melancholische Song basiert auf dem Original Bridle Hanging on the Wall und besingt einen Cowboy, der den Verlust seines Pferdes betrauert. |
| Paul Kuhn & sein Ensemble mit den Starlets                                                                      | Die Mädchen mit dem treuen Blick Heino Gaze, Kurt Feltz                                                                   | 01.08.1954    | 3      | 7  | Columbia DW 5337 / Columbia SCMW 527    | |
| Evelyn Künneke mit dem Orchester Karl Loubé                                                                     | Herr Kapellmeister, bitte Heinz Kück, Lutz Templin                                                                        | 01.05.1954    | 2      | 5  | Austroton 8789 V                        | |
| Mantovani & his Orchestra                                                                                       | The Moulin Rouge Theme (Where Is Your Heart) Georges Auric                                                                | 01.03.1954    | 1      | 6  | Decca D 17 561                          | Instrumentalversion des Titelsongs aus der britischen Romulus-Produktion Moulin Rouge (1952) von John Huston über das Leben des französischen Malers Henri de Toulouse-Lautrec. Das Stück zählte in Großbritannien zu den erfolgreichsten Singles des Jahres 1953, hielt sich insgesamt 23 Wochen in den Charts und erreichte am 14. August für eine Woche Platz 1. In den Billboard Best Selling Charts erreichte The Moulin Rouge Theme Platz 13. |
| Das Musikkorps des Bundesgrenzschutz-Kommandos Nord, Leitung: Obermusikmeister Martin Kothe                     | Alte Kameraden Carl Teike                                                                                                 | 01.11.1954    | 2      | 4  | Polydor 48 245                          | Der 1889 komponierte Marsch Alte Kameraden ist Teil der Königlich Preußischen Armeemarsch-Sammlung. |
| Les Paul & Mary Ford                                                                                            | Vaya con dios (May God Be With You) Larry Russell, Inez James, Buddy Pepper                                               | 01.03.1954    | 2      | 3  | Capitol C 2486                          | Die kommerziell erfolgreichste Version von Les Paul und Mary Ford avancierte 1953 zu einem der erfolgreichsten Hits in den Vereinigten Staaten und platzierte sich insgesamt elf Wochen auf Platz 1 der Billboard Best Selling Charts. Im ersten offiziellen deutschen Chartjahr ist es die einzige englischsprachige Produktion, die sich in den Top 10 platzieren konnte. |
| Die Peheiros mit Günter Fuhlisch & seinen Solisten                                                              | Es hängt ein Autoreifen an der Wand Carson Robison, Rolf Winn                                                             | 01.06.1954    | 2      | 4  | Decca F 43 764                          | Comedy-Umsetzung des Country-Hits Es hängt ein Pferdehalfter an der Wand, der in der Version der niederländischen Combo Die Kilima Hawaiians bis auf Chartposition 6 kam. Der Originaltest Es hängt ein Pferdehalfter an der Wand, und sein Sattel liegt gleich nebenan. Fragt ihr mich, warum ich traurig bin, schau ich nur zum Pferdehalfter hin. wurde zu Es hängt ein Autoreifen an der Wand, und der Auspuff liegt gleich nebenan. Fragt ihr mich, warum ich traurig bin, schau ich nur zum Autoreifen hin. |
| Fred Rauch & die Böhmischen Stadtmusikanten                                                                     | Lieber Franz Max Carl Krüger, Erich Hanschmann                                                                            | 01.04.1954    | 1      | 7  | Polydor 49 101                          | B-Seite von Oh Mister Swoboda. |
| Fred Rauch & die Böhmischen Stadtmusikanten                                                                     | Oh Mister Swoboda Peter Igelhoff, Erich Meder                                                                             | 01.03.1954    | 2      | 4  | Polydor 49 101                          | |
| Das Rodgers-Duo mit Gesangs-Quartett & Sigi Stenford & seinen Solisten                                          | Das alte Försterhaus Rudi Stemmler, Walter Brandin                                                                        | 01.07.1954    | 1      | 3  | Telefunken 45 571                       | |
| Wolfgang Sauer mit Hans Conzelmann & seinem Orchester                                                           | Eine Melodie geht um die Welt (Limelight) Charlie Chaplin, Kurt Feltz                                                     | 01.08.1954    | 2      | 9  | Electrola EG 8033                       | Deutschsprachige Version des Titelsongs Limelight aus der Celebrated-Produktion Rampenlicht von Charlie Chaplin. Unter zahlreichen Coverstücken erwies sich die Instrumentalversion des britischen Pianisten Frank Chacksfield am erfolgreichsten, die sich 1953 24 Wochen in den britischen Charts hielt und bis auf Platz 2 kletterte; ín den Billboard Best Selling Charts erreichte sie Platz 6. Der Soundtrack wurde zusätzlich durch das Novum bekannt, dass er zwanzig Jahre nach der Filmveröffentlichung bei der Oscarverleihung 1973 den Preis für die beste Originalmusik gewann. Dies wurde möglich, weil der Film erst 1972 seine offizielle Premiere in den Vereinigten Staaten feierte. |
| Wolfgang Sauer mit Herbert Beckh & dem Tanzorchester des Bayerischen Rundfunks                                  | Glaube mir (Answer Me) Gerhard Winkler, Fred Rauch                                                                        | 01.06.1954    | 2      | 5  | Electrola EG 8055                       | Die Melodie dieses Schlagers geht auf das 1948 komponierte Mutterlied zurück. Der US-amerikanische Songwriter Carl Sigman adaptierte das deutsche Original 1953 unter dem Titel Answer Me, der in Großbritannien zu einem großen Erfolg wurde und sowohl in der Version von David Whitfield als auch der von Frankie Laine Platz 1 der britischen Charts erreichte. |
| Heinz Schachtner                                                                                                | Verdammt in alle Ewigkeit (Hauptmelodie des Films) Frederick Karger                                                       | 01.10.1954    | 2      | 5  | Electrola EG 8093                       | Variation des Titelthemas aus dem Columbia-Kriegsdrama Verdammt in alle Ewigkeit (1953) von Fred Zinnemann. Der Film gewann bei der Oscarverleihung 1954 acht Preise (darunter als bester Film, für die beste Regie und Frank Sinatra als bester Nebendarsteller; die Filmmusik (Drama/Komödie) von George Duning und Morris Stoloff erhielt eine Nominierung). |
| Der schräge Otto                                                                                                | Die beschwipste Drahtkommode - Klavier-Potpourri im Foxtrot-Tempo 1. Teil                                                 | 01.03.1954    | 3      | 7  | Polydor 48 948                          | |
| Hans-Arno Simon mit Frido Grothey, Rudolf Klaus & ihren Polka-Musikanten                                        | Anneliese Hans-Arno Simon, Hans Liebich                                                                                   | 01.03.1954    | 4      | 5  | Electrola EG 7972                       | |
| Hans-Arno Simon mit der Blaskapelle Sepp Vierlinger                                                             | Wodka-Fox (Gib mir den Wodka, Anuschka) Hans-Arno Simon, Peter Steinbach                                                  | 01.08.1954    | 4      | 1  | Telefunken U 45 594                     | |
| Kurt-Adolf Thelen, das Sunshine-Quartett & das Golgowsky-Quartett mit Will Glahé & seinem großen Blas-Orchester | Am 30. Mai ist der Weltuntergang Karl Erpel, Bert Roda                                                                    | 01.11.1954    | 2      | 1  | Decca F 43 861                          | Hinter den Synonymen Karl Erpel und Bert Roda verbergen sich Will Glahé und Karl Golgowsky. |
| Vico Torriani mit Willy Mattes & seinem Film-Orchester                                                          | Bon soir, bon soir! Heino Gaze, Peter Igelhoff                                                                            | 01.05.1954    | 4      | 3  | Decca F 43 650                          | |
| Caterina Valente mit dem Orchester Kurt Edelhagen                                                               | Ja, in Madrid und Barcelona Heinz Gietz, Heinz Woezel                                                                     | 01.09.1954    | 2      | 6  | Polydor 49 197 / Polydor 22 197         | B-Seite von O Mama, o Mama, o Mamajo. |
| Caterina Valente mit dem Orchester Kurt Edelhagen                                                               | O Mama, o Mama, o Mamajo Heinz Gietz, Kurt Feltz                                                                          | 01.08.1954    | 3      | 6  | Polydor 49 197 / Polydor 22 197         | |
| Gerhard Wendland mit Heinz Hagen & seinem Orchester                                                             | Vagabundenlied (Ein kleines Lied auf allen Wegen) Willy Berking, Just Scheu                                               | 01.10.1954    | 2      | 6  | Polydor 49 024                          | |
| Helmut Zacharias (Geige) mit seiner Tanzbesetzung, Gesang: Renée Franke                                         | Ding-Dong-Boogie George Singleton, Teddy McRae, Hans Bradtke, Helmut Zacharias                                            | 01.05.1954    | 1      | 2  | Polydor 49 024                          | Deutschsprachige Version des 1952 komponierten Jazzsongs Ding Dong Boogie, der in den Vereinigten Staaten primär durch die Umsetzung von Ella Fitzgerald bekannt wurde. |
| Helmut Zacharias mit seiner Tanzbesetzung & Begleitgesang                                                       | O' Cangaceiro (Baiao aus dem gleichnamigen Tonfilm) Alfredo Ricardo Do Nascimento, Hans Bradtke                           | 01.06.1954    | 4      | 4  | Polydor 49 187                          | Deutsche Bearbeitung des Titelthemas Mulher Rendeira (portugiesisch: Spitzenklöpplerin) aus dem brasilianischen Abenteuerfilm O Cangaceiro – Die Gesetzlosen (1953) von Lima Barreto. Der Film gewann bei den Internationalen Filmfestspielen von Cannes 1953 den Preis für den besten Abenteuerfilm. |
| Zehn Whiskys und ein Soda                                                                                       | Dann ist er furchtbar müde Frank Adam, Kurt Feltz                                                                         | 01.03.1954    | 1      | 8  | Polydor 49 105                          | B-Seite von Wir, wir, wir haben ein Klavier. |
| Zehn Whiskys und ein Soda                                                                                       | Wir, wir, wir haben ein Klavier Jupp Schmitz, Jonny Bartels                                                               | 01.03.1954    | 2      | 1  | Polydor 49 105                          | Wir, wir, wir haben ein Klavier ist der erste offizielle Nummer-eins-Hit der deutschen Chartgeschichte. Hinter dem Synonym Jonny Bartels verbirgt sich Kurt Feltz. |

### Weitere Songs
In diesem Abschnitt werden die Songs aufgelistet, die in den Automatenmarkt-Ausgaben von März bis Dezember 1954 ohne offizielle Chartplatzierungen in den monatlichen Tabellen aufgeführt waren.
- Die 3 Jools - Der sonst so müde Willi (Philips P 44 614-H)
- Peter Alexander mit dem Orchester Karl Loubé - Uno momento Maria (Austrofon 9540 V)
- Peter Alexander & das Comedien-Quartett (Zehn Whiskys und ein Soda) - Die Frau kommt direkt aus Spanien (Austrofon 9520 V)
- Rex Allen - Crying in the Chapel (Decca 28 758)
- The Ames Brothers with Hugo Winterhalter & his Orchestra - You, You, You (His Master's Voice GA 5116)
- Louis Armstrong with Gordon Jenkins & his Orchestra & Chorus - Blueberry Hill (Brunswick 82 409)
- Lys Assia, das Sunshine-Quartett & die Telestars mit Kai Olsen (Adalbert Luczkowski) & seinem Orchester - Wenn du mal Heimweh hast... (Tango aus dem Tonfilm "Das ideale Brautpaar") (Decca F 43 546)
- Lys Assia & die Telestars mit Béla Sanders & seinem Orchester - Ein kleines Haus am Ende der Welt (Blueberry Hill) (Decca F 43 214)
- Georgie Auld with Jud Conlon's Rhythmaires - Manhattan (Featured in RKO-Picture "Two Tickets to Broadway) (Coral 60 612)
- Die Bayernkapelle Heinrich Wehner - Schwarze Amsel (Polydor 22 017)
- Willy Berking & sein Orchester, Trompetensolo: Horst Fischer - River-Song (Philips P 44 627 H / Philips 84 084 F)
- Ruth Bruck & die Starlets mit Willy Berking & seinem Orchester - Sei nicht so stolz (Philips P 44 368 H)
- Bully Buhlan mit Werner Müller & dem RIAS-Tanzorchester - Angelika (Polydor 49 064)
- Bully Buhlan & das Sunshine-Quartett mit Michael Jary & dem großen Film-Tanzorchester - Was versteht denn ein Cowboy von Liebe (aus dem Coronafilm "Königin der Arena") (Polydor 48 894)
- Lou van Burg mit Adalbert Luczkowski & dem Kölner Tanz- & Unterhaltungsorchester - Allerhand, allerhand (Polydor 49 232 / Polydor 22 232)
- Lou van Burg mit Adalbert Luczkowski & dem Kölner Tanz- & Unterhaltungsorchester - Nicolo, Nicolo, Nicolino (Polydor 49 232 / Polydor 22 232)
- René Carol mit Adalbert Luczkowski & dem Kölner Tanz- & Unterhaltungsorchester - Das letzte Wort, das du mir sagtest (Polydor 49 216 / Polydor 22 216)
- René Carol mit Adalbert Luczkowski & dem Kölner Tanz- & Unterhaltungsorchester - Es blüht eine weiße Lilie (Polydor 49 044)
- René Carol mit Adalbert Luczkowski & dem Kölner Tanz- & Unterhaltungsorchester - Jede Nacht erklingt in Abbazia (Polydor 49 203 / Polydor 22 203)
- René Carol mit Adalbert Luczkowski & dem Kölner Tanz- & Unterhaltungsorchester - Sonne über der Adria (Lied und Tango aus dem gleichnamigen Matadorfilm) (Polydor 49 295 / Polydor 22 295)
- René Carol mit Adalbert Luczkowski & dem Kölner Tanz- & Unterhaltungsorchester - Wenn ich im Tagebuch der Liebe schöne Tage such (Polydor 49 229 / Polydor 22 229)
- Das Cornel-Trio mit Benny de Weille & seinem Orchester - Der Mann am Klavier (Polydor 22 163)
- Sylvia Dahl mit Gesangsquartett & Sigi Stenford & seinen Solisten - Auf Jamaica schenken abends die Matrosen (Telefunken 45 549)
- Sylvia Dahl & die Peheiros mit Horst Kudritzki & dem FFB-Tanzorchester - Dudelsack-Polka (spiel' mir, lieber Schotte) (Decca F 43 824 / Decca D 17 824)
- Die drei Simons - Mein stiller Traum (Telefunken 45 495)
- Tom Erich with Rhythm Accompaniment - Tom Erich's Dance Parade No. 2 (Philips P 17 422 H)
- Die Geschwister Fahrnberger mit Rudi Knabl & seinen Volksmusikanten - Jodelpost (Decca F 43 618)
- Camillo Felgen & Barbara Kist mit Hans Conzelmann & seinem Orchester - Das letzte Wort (His Master's Voice 7 MW 540)
- The Four Aces with Jack Pleis & his Orchestra & Chorus - Three Coins In The Fountain (From The Picture "Three Coins In The Fountain") (Decca M 33 762)
- The Four Aces with Norman Leyden & his Orchestra - Istanbul (Not Constantinople) (Philips B 21 129 H)
- Renée Franke mit Werner Müller & dem RIAS-Tanzorchester - Sailors Boogie (Polydor 22 199)
- Renée Franke & Detlev Lais mit Horst Wende & seiner Tanzbesetzung - Leg' deine Hand in meine Hand (Polydor 48 952)
- Hans Freese & das große Polydor-Blasorchester - Florentiner Marsch (Polydor 48 978 / Polydor 22 012)
- Das Golgowsky-Quartett mit Orchesterbegleitung - Wo der Wildbach rauscht (Decca F 43 691 / Decca 17 691)
- Das Golgowsky-Quartett mit Tau Moe's Original Hawaiians - Die Hula-Mädchen von Hawaii (Decca F 46 089 / Decca 18 089)
- Friedel Hensch & die Cyprys - Blumen-Konrad (Polydor 49 316 / Polydor 22 316)
- Friedel Hensch & die Cyprys - Der Wilddieb (Polydor 49 150 / Polydor 22 150)
- Friedel Hensch & die Cyprys - Lucky aus Kentucky (denn er trug in seiner Hose) (Polydor 49 186 / Polydor 22 186)
- Friedel Hensch & die Cyprys - Sündige nicht im Verkehr (Polydor 49 3443 / Polydor 22 343)
- Friedel Hensch & die Cyprys mit Instrumental-Begleitung - Die Försterlieserl (Polydor 48 884)
- Friedel Hensch & die Cyprys mit Werner Müller & dem RIAS-Tanzorchester - Mucki, mein Schnucki (Polydor 49 066)
- Friedel Hensch & die Cyprys mit der Bordkapelle Dampfer "Alte Liebe" - Durst ist schlimmer als Heimweh (Stimmungswalzer aus dem Melodie-Herzog-Film "Schlagerparade") (Polydor 22 048)
- Will Höhne mit Alfred Hause & seinem Orchester & Orgelbegleitung - Nimm mich mit, Kapitän (aus Käpt'n Bay-Bay") (Philips P 44 047)
- Bibi Johns & das Hansen-Quartett mit Adalbert Luczkowski & dem Kölner Tanz- & Unterhaltungsorchester - Katharina (Electrola EG 8108)
- Bibi Johns, das Hansen-Quartett & Chor mit Adalbert Luczkowski & dem Kölner Tanz- & Unterhaltungsorchester - Nimmt der Hein mal den Pit auf den großen Bummel mit nach Tahiti (Electrola EG 8108)
- Bibi Johns & die Starlets mit Adalbert Luczkowski & dem Kölner Tanz- & Unterhaltungsorchester - Bimbo (Electrola EG 8080 / Electrola 7 MW 546)
- Lars Kage & die Sunshines (Sunshine-Quartett) mit Adalbert Luczkowski & dem Kölner Tanz- & Unterhaltungsorchester - Sterne und Meer (Austrofon 9593 V)
- Die Kihula-Hawaiians, das Sunshine-Quartett & das Männer-Terzett mit Horst Kudritzki & dem großen Tanzorchester - Heut' singen die Gitarren (komm zurück, Maria-Maddalen) (Decca 43 841)
- Die Kilima Hawaiians - Ein Pferd kehrt heim (Philips P 44 261)
- Die Kilima Hawaiians - Wenn du mal in Hawaii bist (Philips P 44 237)
- Die kleine Cornelia (Conny Froboess) mit Werner Müller & dem RIAS-Tanzorchester - Ro-Ro-Ro-Ro-Robinson (aus dem CCC-Gloria-Film "Große Starparade") (Polydor 49 378 / Polydor 22 378)
- Benno Kusche mit Adalbert Luczkowski & dem Kölner-Tanz- & Unterhaltungsorchester - Rotfuchs, Schimmele und zwei schwarze Rappen (Decca 43 760)
- Lutz Landers & die Sunshines (das Sunshine-Quartett) mit Adalbert Luczkowski & dem Kölner Tanz- & Unterhaltungsorchester - Mit Whisky und Gin (Austrofon 9592 V)
- Erwin Lehn & sein Südfunk-Tanzorchester, Solist: Horst Fischer - Cocktail-Boogie (Polydor 49 146)
- Gitta Lind mit großem Tanzorchester - Heut' ist ein Feiertag für mich (Telefunken 45 546)
- Gitta Lind mit Béla Sanders & seinem Orchester - Blumen für die Dame (das Blumenmädchen) (Telefunken A 11 467 / Telefunken U 45 467)
- Bruce Low mit dem Cornel-Trio & Männerchor & Adalbert Luczkowski & dem Kölner Tanz- & Unterhaltungsorchester - Tabak und Rum (Polydor 48 875)
- Das Lucas-Trio mit der "Polychord-Orgel" - Revolver-Jim aus Texas (Philips P 44 554)
- Adalbert Luczkowski mit dem Kölner Tanz- & Unterhaltungsorchester & dem Eric Herbert-Chor - Eine Melodie geht um die Welt (aus dem United Artists-Film "Rampenlicht") (Polydor 22 179)
- Mantovani & his Orchestra - Charmaine (Decca M 33 385)
- Grady Martin mit seinem Orchester - Side by Side (Brunswick 12 010)
- Clyde McCoy & his Orchestra - Sugar Blues (Capitol C 80 376)
- Maria Mucke mit Willy Berking & seinem Orchester - Es wird ja alles wieder gut (Philips P 44 364)
- Das Musikanten-Quartett - Wo der Wildbach rauscht (Polydor 49 026)
- John Paris mit Willy Berking & seinem Orchester - Carnavalito (Philips P 44 629 H / Philips P 84 085 H)
- Teddy Reno & Begleitgesang mit Benny de Weille & seinem Orchester - Es war in Napoli vor vielen Jahren (Polydor 49 319 / Polydor 22 319)
- Edmundo Ros & sein Orchester - Marching Strings (Decca F 43 587)
- Der sanfte Otto (Fritz Schulz-Reichel) - Gezupft und gestrichen - beliebte Schlager mit Herz und Gefühl (Polydor 49 118 / Polydor 22 050)
- Wolfgang Sauer mit Herbert Beckh & dem Tanzorchester des Bayerischen Rundfunks - Tränen in den Augen (Crying in the Chapel) (Electrola EG 8055)
- Illo Schieder mit Max Greger & seinen Solisten - Sieben einsame Tage (Polydor 49 366 / Polydor 22 366)
- Die Geschwister Schmid mit Günter Fuhlisch & seinem Orchester - Ro-Ro-Robinson (Lied und Samba aus dem Film "Große Starparade") (Decca D 17 853)
- Willy Schneider mit Hermann Hagestedt & seinem Orchester - Man müsste nochmal zwanzig sein (Polydor 48 836)
- Rudi Schuricke mit Werner Müller & dem RIAS-Tanzorchester - Glaube mir (Answer Me) (Polydor 49 176 / Polydor 22 176)
- Der Schwarzmeer Kosaken-Chor, Dirigent: Andrej Scholuch - Einsam klingt das Glöckchen (Columbia DW-5330)
- Hans-Arno Simon mit Frido Grothey & seinen Polka-Musikanten - Ludwig (Electrola EG 7993)
- Hans-Arno Simon mit Frido Grothey, Rudolf Klaus & ihren Polka-Musikanten - Melancholische Polka (Ach, sag doch nicht immer Dicker zu mir) (Electrola EG 7972)
- Die singenden Seesterne mit Orchester - Die blonde Marein ist wie eine Rose (Philips P 44 598 H)
- Die singenden Waldmusikanten (Das Roland-Trio) - Nur ein Jäger allein (Polydor 49 247 / Polydor 22 247)
- Kenneth Spencer mit Hans Carste & seinem Orchester - Das alte Lied von Alabama (Slowfox aus dem Melodie-Herzog-Film "An jedem Finger zehn") (Columbia DW-5344 / Columbia SCMW 519)
- The Stargazers with Syd Dean & his Band - The Happy Wanderer (Decca F.10 259)
- Sigi Stenford & sein Orchester mit den Starlets - Leopold (Decca 17 647)
- Kurt-Adolf Thelen, die Ping-Pongs & das Golgowsky-Quartett mit Will Glahé & seinem Orchester - Kleine Nachtigall, sing' das Lied noch einmal (Decca F 43 768 / Decca D 17 828)
- Die Tokayer (Zehn Whiskys und ein Soda) - Igen (Polydor 49 196 / Polydor 22 196)
- Vico Torriani mit Béla Sanders & seinem großen Konzertorchester - Malaguena (Decca 22 445)
- Vico Torriani mit Béla Sanders & seinem Tanz-Streichorchester - Tango der Nacht (aus dem Vico Torriani-Film "Straßenserenade") (Decca D 17 614)
- Vico Torriani mit Mantovani & seinem Orchester - Tausend Mandolinen (Tango aus dem Farbfilm "Gitarren der Liebe") (Decca D 43 828 / Decca D 17 828)
- Trio Raisner - Hofkonzert 1. Teil (Mäcki-Boogie, Hufschmied-Blues, Botch-a-me, Spatz und Spätzchen) (Polydor 49 143)
- Caterina Valente mit dem Orchester Kurt Edelhagen, Trompete: Rolf Schneebiegl - Istanbul (Brunswick 82 807 / Brunswick 12 025)
- Gerhard Wendland mit Adalbert Luczkowski & dem Kölner Tanz- & Unterhaltungsorchester - Die Donna gab dem Troubadour ein Zeichen (Polydor 49 231 / Polydor 22 331)
- Gerhard Wendland mit Adalbert Luczkowski & dem Kölner Tanz- & Unterhaltungsorchester - Jambalaya (Polydor 48 983)
- Gerhard Wendland mit dem Werner-Septett (den Cornel-Singers) & Michael Jary mit seiner Tanz-Spezialbesetzung - Lebewohl, du schwarze Rose (Hawaiian Valse aus dem Film "Tanzende Sterne") (Polydor 48 846 / Polydor 22 011)
- Die Wikinger, Leitung: Hermann Schäfer - Frisch und froh I - Marschlieder-Potpourri (Philips 384 071 PF)
- Horst Winter mit großem Tanzorchester - Es wird alles wieder gut (Telefunken A 11 374)
- Die Wodkas (Zehn Whiskys und ein Soda) - Balalalalalaika (Polydor 49 196 / Polydor 22 196)
- Helmut Zacharias mit seinen "verzauberten Geigen" - Boogie für Geige (Polydor 49 227 / Polydor 22 227)
- Zehn Whiskys und ein Soda - Jazz anno Dreißig (Polydor 49 370 / Polydor 22 370)